# José Yves Limantour
José Yves Limantour Marquet (Ciudad de México, 26 de diciembre de 1854 - París, Francia; 26 de agosto de 1935) fue un político mexicano y principal financiero en el período conocido como Porfiriato. Fue secretario de Hacienda y Crédito Público desde 1893 hasta su renuncia en 1911.

## Inicios

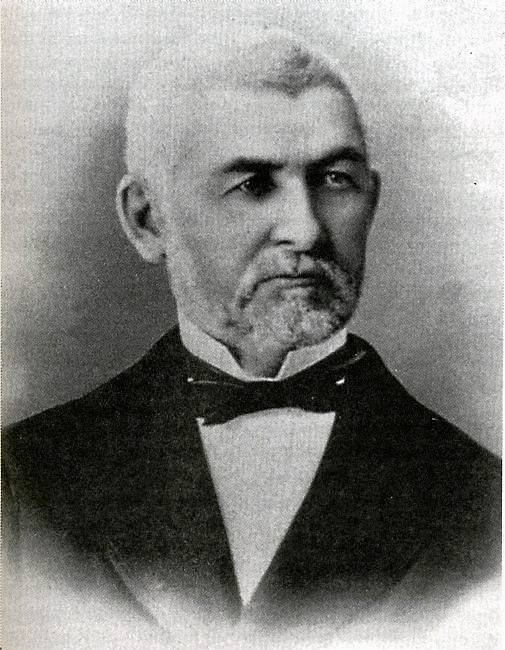
Su padre, Joseph Yves Limantour

Nació en la Ciudad de México, el 26 de diciembre de 1854. Sus padres fueron Joseph Yves Limantour, capitán de goleta, originario de Bretaña, Francia y Adela Marquet, nacida en Burdeos, Francia. Desde su infancia gozó de la gran riqueza familiar, proveniente de la venta de armas, la especulación con tierras en la Baja California y la propiedad de inmuebles en la Ciudad de México gracias al período de desamortización de bienes de la Iglesia, decretada durante los gobiernos de Benito Juárez y Sebastián Lerdo de Tejada. Gracias a la fortuna familiar contó con todas las facilidades para realizar buenos estudios en México y en el extranjero. 
Después de una primera fase de educación privada y un viaje a Europa, a los 14 años, ingresó a la Escuela Nacional Preparatoria en una de las primeras promociones de la institución; posteriormente pasó a la Escuela Nacional de Jurisprudencia, donde obtuvo el título de licenciado en Derecho; luego realizó diversos cursos de economía y administración en Europa. Su retorno a México coincidió con el inicio del periodo hoy conocido como Porfiriato. Fue profesor en la Escuela Superior de Comercio y en la Escuela Nacional de Jurisprudencia. Además participó en la revista jurídica El Foro entre 1877 y 1882.

## Vida política
Fue miembro de la Junta de Desagüe (1892),  presidente de la Junta de Saneamiento (1896) y de la de Provisión de Aguas Potables (1903). Fue elegido diputado al Congreso durante la década de 1880-1890. En 1892, después de haber participado en la Unión Liberal  creada por iniciativa de Manuel Romero Rubio y encabezada por Justo Sierra Méndez, fue designado oficial mayor de la Secretaría de Hacienda, que estaba a cargo de Matías Romero; poco después se encargó brevemente del despacho. Finalmente, en mayo de 1893, fue designado Secretario de Hacienda y Crédito Público  gracias al apoyo de Manuel Romero Rubio, de quien era protegido político; cargo que conservaría ininterrumpidamente hasta la renuncia del presidente Porfirio Díaz el 25 de mayo de 1911. Las primeras acciones al obtener este cargo fue la creación de impuestos que gravaban los distintos tipos de producción que no se habían visto afectado por la crisis, redujo los gastos y servicios de la administración nacional; por otro lado disminuyó notablemente los sueldos de toda clase de burócratas y en consecuencia a estas medidas logró un superávit en la gestión hacendaria.
En ese puesto llevó a cabo importantes reformas económicas para el país; entre otras cabe mencionar la supresión de las alcabalas; el equilibrio presupuestal; el impulso en las obras de infraestructura material, como ferrocarriles, puertos, alumbrado, urbanización, parques, etcétera; la reforma monetaria, incluyendo la cancelación de los arrendamientos a particulares de todas las casas de moneda; la consolidación del sistema bancario y la conquista del buen crédito internacional, a través de diferentes operaciones de apertura o de conversión de la deuda pública interna o externa. Asimismo, favoreció a los empresarios y compañías extranjeras interesadas en invertir en México.
La participación de Limantour en la política fue también decisiva, como consejero del presidente Porfirio Díaz y como líder de los Científicos a la muerte de Manuel Romero Rubio, quien había sido protector y dirigente original de ese importante círculo. Los científicos proponían una dirección “científica” del gobierno, y sus integrantes iniciales fueron: Justo Sierra, Joaquín D. Casasús, Francisco Bulnes, Miguel y Pablo Macedo, Manuel Flores, Enrique Creel y Ramón Corral; todos ellos apoyaban la Teoría Positivista de Augusto Comte, la cual afirma que el único conocimiento válido es el científico.
Su influencia fue tal que Joaquín Baranda, secretario de Justicia e Instrucción Pública, después de casi dos décadas de destacada actuación, tuvo que renunciar cuando se confrontó políticamente con Limantour.
En 1899, se acercaba la cuarta reelección del presidente y Limantour llevaba varios periodos electores esperando tener la oportunidad de suceder a Díaz, acto que nunca se consumó ya que ingeniosamente, Díaz decide enviarlo a Europa durante la cuarta reelección para revisar asuntos pendientes sobre deuda externa con varios países pero principalmente con Francia; durante su estadía en el Viejo Continente, Díaz realizó un proceso para descartar la opción de Limantour como sucesor debido a nacionalidad francesa por lo que pierde la última oportunidad de llegar a la presidencia. 
Recibió la Cruz de 1a Clase de la Orden imperial de la Corona de Hierro en 1902 del Imperio austrohúngaro.
En 1909, aparece en la población un pequeño grupo llamado El ateneo de la juventud mexicana, el cual consistía en que jóvenes con iniciativa se abocaran a las artes y a promover la cultura de distintas maneras; este grupo es la consecuencia y contraparte del grupo intelectual de los científicos. 
Durante las fiestas del centenario (1910) estuvo ausente del país en negociaciones de la deuda externa. Regresó para hacerse cargo de las reformas políticas que intentaban detener el crecimiento de la rebelión de Francisco I. Madero (o maderista).  Fue destacada su participación en las negociaciones de paz con este movimiento antireleccionista y en la formación de un gobierno interino al mando de Francisco León de la Barra.
En 1911 partió al exilio junto con Porfirio Díaz y muchos de sus antiguos colaboradores. Vivió en París, Francia, donde fue miembro de la Académie des Sciences Morales et Politiques y fue nombrado "gran oficial" de la Legión de Honor.
En 1910 la Universidad Nacional de México le otorga el grado de doctor honoris causa.
Entre 1921 y 1922 escribió sus Apuntes sobre mi vida pública (1892-1911), donde comunica sus reflexiones siendo Secretario de Hacienda y Crédito Público durante los dieciocho años ininterrumpidos de la presidencia de Porfirio Díaz.
Finalmente, falleció en París el 26 de agosto de 1935. Fue enterrado en el cementerio de Montmartre.

## Vida personal
Se casó el 2 de enero de 1880 por el Civil y el 24 de enero de 1880 por la Iglesia en la Ciudad de México con María Cañas y Buch, hija de Eduardo Cañas Herro y Emilia Buch González. De este matrimonio, nacieron 3 hijos: María Teresa, Luis y Guillermo Manuel.

## Limantour en la memoria histórica
La Académie des Sciences Morales et Politiques entrega cada dos años el Prix Limantour, otorgado a libros de legislación, economía polìtica e historia.
La Honorable Casa Nacional del Estudiante, de la cual fue principal impulsor, ubicada en la Plaza del Estudiante, Ciudad de México, lleva su nombre.
El actor Sergio Sánchez personificó a Limantour en la telenovela El vuelo del águila (Televisa, 1994-1995). Este mismo papel correspondió a Juan Carlos Colombo en la telenovela El encanto del águila (Televisa, 2011). Y correspondió al actor Claudio Guevara su interpretación en la película El atentado, filme dirigido por Jorge Fons con motivo de las celebraciones del centenario de la a Revolución mexicana (2010).
Una especie de pez poecilido fue nombrada en su honor por los ictiologos Jordan y Snyder en 1899, la cual fue revalidada taxónomicamente en 2016;  Poecilia limantouri. Esta es una especie de molly o charal que se distribuye naturalmente en los Ríos de Tampico, Tamaulipas, México.